# MELIBEA (directori)
MELIBEA és un directori i, alhora, un estimador i validador de les polítiques institucionals d'accés obert (OA), pel que fa a la tasca científica i acadèmica. Com a directori, descriu les polítiques existents i com a validador, sotmet a l'anàlisi qualitativa i quantitativa, basant-se en el compliment d'un conjunt d'indicadors que reflecteixen les declaracions proveïdes d'una política institucional.
MELIBEA és un complement dels serveis proporcionats per SHERPA/JULIET o ROARMAP, les altres dues fonts existents per conèixer l'existència de polítiques d'accés obert. La idea d'aplicar una seqüència d'interrogants que condueixin a l'elaboració d'una política clara, precisa i que reculli aspectes i detalls a tenir en compte a l'hora d'enunciar una política institucional d'accés obert, està inspirada en treballs de Peter Suber publicats el 2009.

## Funcionament
Sobre la base dels valors assignats a un conjunt d'indicadors, ponderats segons la seva importància, l'estimador indica una puntuació i un percentatge de compliment per a cada política analitzada. La suma dels valors ponderats de cada indicador es converteix en una escala de percentatge per donar el que s'anomena "percentatge d'accés obert estimat", calculant-ho com s'explica a la secció Metodologia.

## Objectius
Entre els objectius principals de MELIBEA es troben els següents:
- Establir indicadors que permetin visualitzar quines són les debilitats i punts forts d'una política institucional favorable a l'accés obert.
- Proposar una metodologia que orienti les institucions sobre els aspectes a tenir en compte en l'elaboració d'una política institucional d'accés obert.
- Oferir una eina per poder comparar els continguts de les polítiques entre institucions.

## Metodologia
L'anàlisi s'aplica sobre els documents institucionals que reflecteixen les polítiques en favor de l'accés obert per part d'universitats, centres de recerca i entitats finançadores. Aquests documents són sotmesos a avaluació, aplicant qüestions referides a aspectes descriptius (dades de la institució, informació sobre el document, etc.) i aspectes del contingut de les polítiques (requisit o recomanació, tipus de document, terminis dipòsit, barreres, cobertura, període d'embargament, incentius, sancions, etc.). A una part d'aquestes qüestions se'ls assigna una puntuació. El valor de cadascuna varia en funció dels termes en què s'expressi la pròpia política. A aquests valors se'ls aplica un factor de ponderació, se sumen i s'obté el valor ponderat.